# きくちまさと
きくち まさと（菊地正人）は、フジアールの美術セットデザイナー。
堂本兄弟、脳内エステ IQサプリなど、フジテレビジョンの数々の番組の美術セットのデザインを担当。TBSテレビで放送されていた「よゐこのわるぢえ」に一度顔出し出演した事もある。

## 主なセットデザイナー作品

### バラエティテレビ番組
- LOVE LOVEあいしてる
- ASAYAN（テレビ東京）
- わけありバラエティー みんなのヒミツ
- 世界痛快伝説!!運命のダダダダーン!
  - 世界痛快伝説!!運命のダダダダーン!Z
- デリバリー・スマップ デリ!スマ
- 危機一髪!SOS
- 100%キャイ〜ン!
- ザ・レターズ〜家族の愛にありがとう
- 疾風怒濤!FNSの日スーパースペシャルXI真夏の27時間ぶっ通しカーニバル〜REBORN
- 脳内エステ IQサプリ
- これでいいのダ!日本列島あかるいニュース
- VivaVivaV6
- 最終警告!たけしの本当は怖い家庭の医学（ABC朝日放送）
- 8時です!みんなのモンダイ（TBS）
- 日本偉人大賞
- 近未来×予測テレビ ジキル&ハイド（ABC朝日放送）
- その顔が見てみたい
- B.C.ビューティー・コロシアム
- たけしの健康エンターテインメント!みんなの家庭の医学（ABC朝日放送）

### テレビドラマ
- 世にも奇妙な物語
- 僕と彼女と彼女の生きる道（関西テレビ）
- 僕の生きる道（関西テレビ）
- 南くんの恋人（テレビ朝日）
- Zassa ザッサー（日本テレビ/第2日本テレビ）
- 美味學院（テレビ東京）
- the波乗りレストラン（日本テレビ）
- 猫田工務店（BeeTV・オフィスクレッシェンド）
- 八日目の蝉（NHK）
- ジョーカー 許されざる捜査官
- パーフェクト・リポート
- 家族のうた
- 謎解きはディナーのあとで（2011年）
- ロストデイズ（2014年）

### 映画
- 謎解きはディナーのあとで（2013年）

### PV
- モーニング娘。「LOVEマシーン」
- モーニング娘。「恋のダンスサイト」
- プッチモニ「ちょこっとLOVE」